# Třída Zenta
Třída Zenta byl druhou a poslední třídou chráněných křižníků Rakousko-uherského námořnictva. Skládala se z jednotek Zenta, Aspern a Szigetvár, které v letech 1896–1900 postavila loděnice v Pule.

## Konstrukce

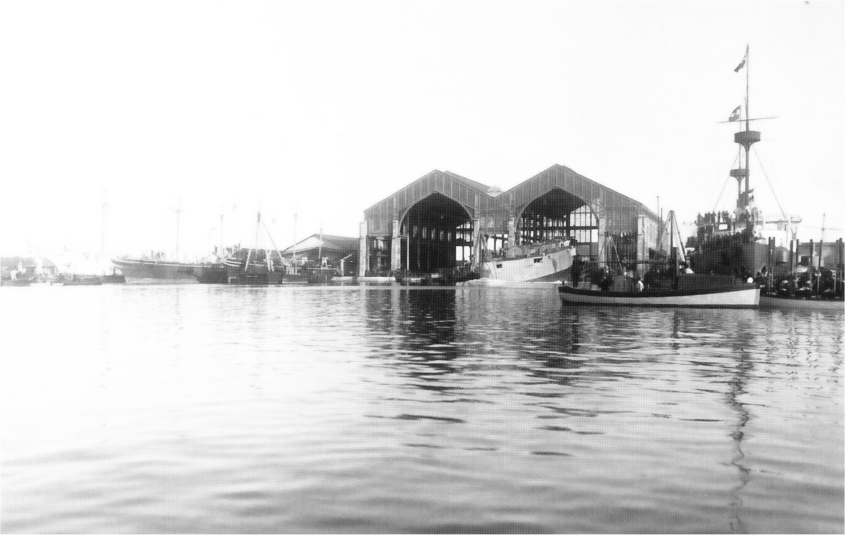
Stavba Szigetváru v Pule

Lodě měly hladkou palubu, dva komíny a dva stěžně. Veškerou dělovou výzbroj dodala Škoda Plzeň. Výzbroj tvořilo osm 120mm děl, deset 47mm děl a dva torpédomety. Pancéřová paluba lodí měla sílu 50 mm. Poháněly je dva parní stroje s kotly Yarrow. Lodní šrouby byly dva a nejvyšší rychlost činila 20 uzlů.

## Osudy

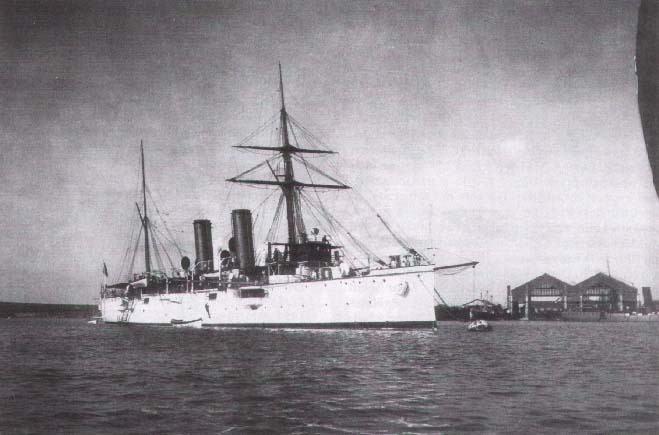
Zenta

Všechny tři křižníky se dočkaly rakouského angažmá v první světové válce. Zenta byla potopena 16. srpna 1914 poblíž černohorského města Bar zdrcující přesilou anglo-francouzské námořní eskadry a její vrak tam leží dodnes. Aspern a Szigetvár válku přečkaly a byly po jejím skončení předány Velké Británii, která je nechala sešrotovat.